# Malomikolaivka (Lugansk)
Malomikolaivka (en ucraniano: Маломиколаївка, romanizado: Malomykolaivka; en ruso: Малониколаевка, romanizado: Malonikolaevka) es un asentamiento urbano ucraniano perteneciente al óblast de Lugansk. Situado en el este del país, hasta 2020 era parte del raión de Antratsit, pero desde entonces pertenece raión de Rovenki y del municipio (hromada) de Antratsit.
El asentamiento se encuentra ocupado por Rusia desde la guerra del Dombás, siendo administrado como parte de la de facto República Popular de Lugansk y luego ilegalmente integrado en Rusia como parte de la República Popular de Lugansk rusa.

## Geografía
Malomikolaivka está a orillas del río Viljivka, a 23 km al norte de Antratsit y 35 km al suroeste de Lugansk. 

## Historia
El lugar fue fundado a principios del siglo XVIII. Los primeros habitantes del pueblo fueron 13 familias de campesinos siervos de las gobernaciones de Chernígov, Mogilev y Lituania, que fueron trasladados aquí por el polaco Bulatsel. Además de Malomikolaivka, Bulatsel también era propietario de las aldeas de Chornojorivka, Velika Mikolaivka y una fábrica de azúcar en Bahmetta. A finales del siglo XIX funcionaban en el pueblo minas y una ferrería. 
En 1964 Malomikolaivka fue declarado asentamiento de tipo urbano.
En verano de 2014, durante la guerra del Dombás, los separatistas prorrusos tomaron el control de Malomikolaivka y desde entonces está controlado por la autoproclamada República Popular de Lugansk.

## Demografía
La evolución de la población de Malomikolaivka entre 1859 y 2022 fue la siguiente:
| 2598                                                          | 1771 | 1719 | 1662 | 1642 |
| (Fuente: Cities & Towns of Ukraine y UKRAINE: Größere Städte) |      |      |      |      |

Según el censo de 2001, la lengua materna de la mayoría de los habitantes, el 56,77%, es el ruso; del 41,84% es el ucraniano.

## Infraestructura

### Transporte
La carretera nacional N-21 atraviesa Malomikolaivka. 